# Finlande aux Jeux olympiques d'été de 1952
La Finlande participe aux Jeux olympiques d'été de 1952, à Helsinki. Au total, 258 athlètes (228 hommes et 30)femmes), s'alignent sur 139 compétitions dans 18 sports. Ils obtiennent vingt-deux médailles : six d'or, trois d'argent et treize de bronze. Ce qui permet aux Scandinaves de se situer à la 8e place au rang des nations.

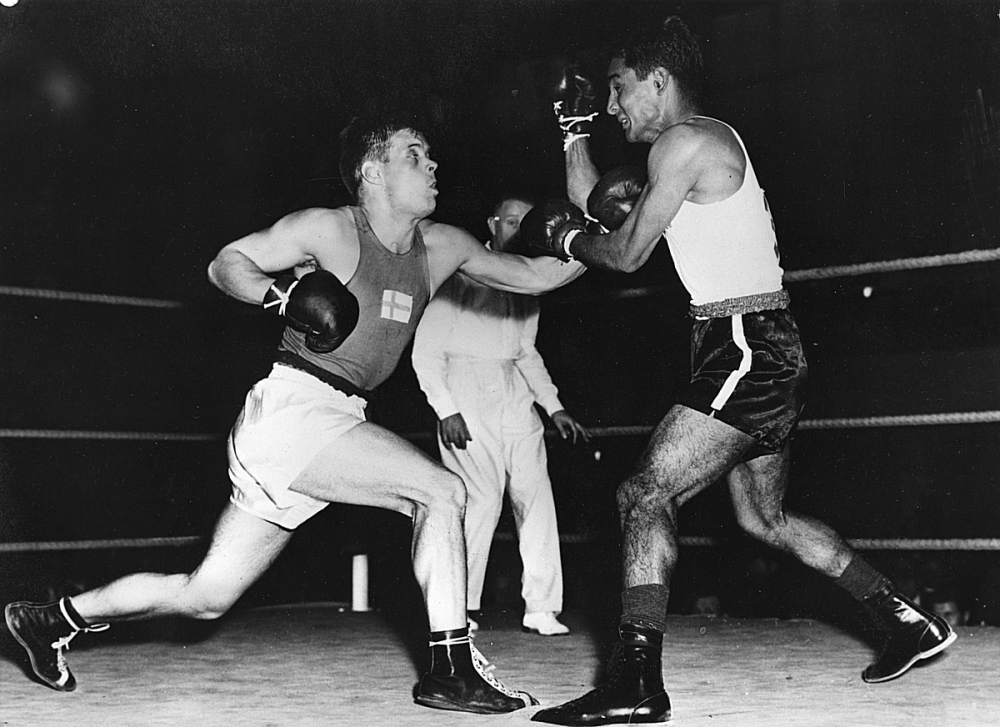
le combat victorieux de Pentti Hämäläinen (à gauche) en finale de la catégorie « Poids coqs ».

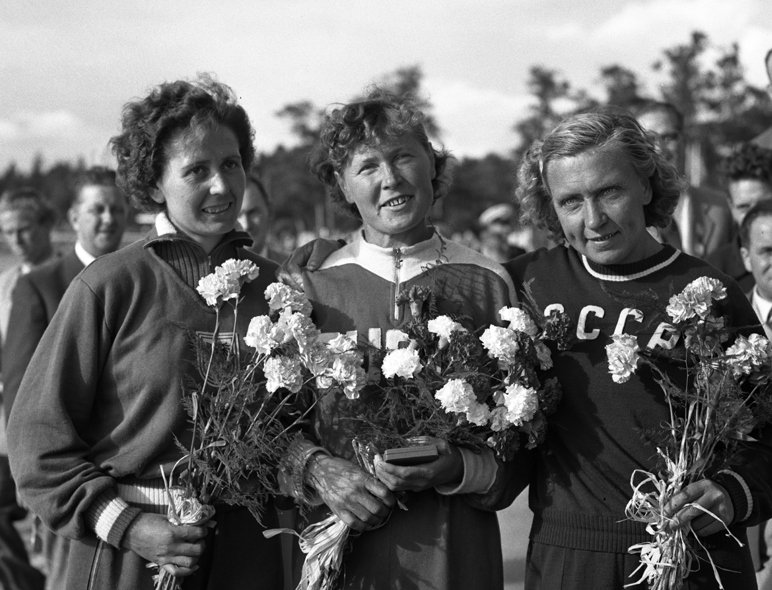
Le podium du 500 mètres kayak monoplace femmes : la Finlandaise victorieuse Sylvi Saimo au centre entourée de Gertrude Liebhart et de Nina Savina.

## Médailles
| Médaille | Discipline         | Épreuve                               | Athlète |
| -------- | ------------------ | ------------------------------------- | --- |
| Or       | Boxe               | Poids coqs                            | Pentti Hamalainen |
| Or       | Canoë-kayak        | 10 000 mètres kayak monoplace hommes  | Thorvald Strömberg |
| Or       | Canoë-kayak        | 1 000 mètres kayak biplace hommes     | Kurt Wires Yrjö Hietanen                                                                                                   |
| Or       | Canoë-kayak        | 10 000 mètres kayak biplace hommes    | Kurt Wires Yrjö Hietanen                                                                                                   |
| Or       | Canoë-kayak        | 500 mètres kayak monoplace femmes     | Sylvi Saimo |
| Or       | Lutte              | Lutte gréco-romaine - Poids mi-lourds | Kelpo Gröndahl |
| Argent   | Canoë-kayak        | 1 000 mètres kayak monoplace hommes   | Gert Fredriksson |
| Argent   | Lutte              | Lutte gréco-romaine - Poids moyens    | Kalervo Rauhala |
| Argent   | Tir                | 50 m carabine trois positions         | Vilho Ylönen |
| Bronze   | Athlétisme         | Lancer du javelot hommes              | Toivo Hyytiäinen |
| Bronze   | Aviron             | Quatre sans barreur                   | Veikko Lommi Kauko Wahlsten Oiva Lommi Lauri Nevalainen                                                                    |
| Bronze   | Boxe               | Poids légers                          | Erkki Pakkanen |
| Bronze   | Boxe               | Poids super-légers                    | Erkki Mallenius |
| Bronze   | Boxe               | Poids mi-lourds                       | Harry Siljander |
| Bronze   | Boxe               | Poids lourds                          | Ilkka Koski |
| Bronze   | Canoë-kayak        | 1 000 mètres canoë monoplace hommes   | Arvo Ojanpera |
| Bronze   | Gymnastique        | Concours par équipes                  | Onni Lappalainen Berndt Lindfors Paavo Aaltonen Kaino Lempinen Heikki Savolainen Kalevi Laitinen Kalevi Viskari Olavi Rove |
| Bronze   | Lutte              | Lutte gréco-romaine - Poids mouche    | Leo Honkala |
| Bronze   | Lutte              | Lutte gréco-romaine - Poids lourds    | Tauno Kovanen |
| Bronze   | Pentathlon moderne | Par équipe homme                      | Olavi Mannonen Lauri Vilkko Olavi Rokka                                                                                    |
| Bronze   | Tir                | Tir au cerf courant à 100 m           | Tauno Mäki |
| Bronze   | Voile              | 6 mètres                              | Ernst Westerlund Paul Sjöberg Ragnar Jansson Jonas Konto Rolf Turkka                                                       |